# Hardin (Texas)
Hardin is een plaats (city) in de Amerikaanse staat Texas, en valt bestuurlijk gezien onder Liberty County.

## Demografie
Bij de volkstelling in 2000 werd het aantal inwoners vastgesteld op 755.
In 2006 is het aantal inwoners door het United States Census Bureau geschat op 799, een stijging van 44 (5,8%).

## Geografie
Volgens het United States Census Bureau beslaat de plaats een oppervlakte van
5,9 km², geheel bestaande uit land. Hardin ligt op ongeveer 26 m boven zeeniveau.

## Plaatsen in de nabije omgeving
De onderstaande figuur toont nabijgelegen plaatsen in een straal van 12 km rond Hardin.